# Peter Dennis Mitchell
Peter Dennis Mitchell (Mitcham, 29 de septiembre de 1920-Bodmin, 10 de abril de 1992) fue un bioquímico inglés galardonado con el Premio Nobel de Química del año 1978, por su teoría del mecanismo quimiosmótico de la síntesis de ATP.

## Biografía
Sus padres fueron Christopher Gibbs Mitchell (1883-?), funcionario que fue distinguido como Oficial de la Orden del Imperio Británico (OBE), y Kate Beatrice Dorothy Taplin (1887-?). Su tío era Sir Godfrey Way Mitchell, presidente y fundador de George Wimpey, una de las mayores empresas de construcción de Reino Unido.
Ingresó en el Jesus College de la Universidad de Cambridge, en 1939, justo después del inicio de la II Guerra Mundial. Allí se licenció en Ciencias Naturales.
En 1943 aceptó trabajar en el Departamento de Bioquímica de esta universidad, a propuesta de James Frederic Danielli. En 1944, se casó por primera vez, con Eileen Rollo, con quien tuvo una hija llamada Julia.
En 1951 obtuvo el doctorado, que realizó bajo la dirección de Danielli, con una tesis sobre el mecanismo de actuación de la Penicilina. En 1954 se divorció de su primera esposa. Posteriormente, en 1955, renunció al puesto que tenía en Cambridge.
Michael Swann le había invitado a dirigir una nueva unidad de investigación bioquímica, llamada Unidad de Biología Química, en el Departamento de Zoología de la Universidad de Edimburgo, que aceptó. Se casó nuevamente en 1958, con Helen Robertson, con quien tendría dos hijos. Posteriormente, en 1961, fue nombrado director del Departamento de Biología de la Facultad de Zoología de la Universidad de Edimburgo.
En 1962, afectado por úlceras gástricas de carácter grave, Mitchell tuvo que tomar una larga excedencia de Edimburgo para recuperarse en una casa de vacaciones, Glynn Mill, a la entrada de Glynn House, cerca de Bodmin, en Glynn, Cornualles . Decidió comprar Glynn House con vistas a restaurarla, del mismo modo que había comprado una mansión en Temple, diez millas al sur de Edimburgo y había utilizado sus habilidades de construcción para renovarla varios años antes. En otoño de 1964 estaba completamente restaurada; con un costo total de 70.000 libras.
En junio de 1964 fundó con Jennifer Moyle la entidad benéfica The Glynn Research Foundation Ltd. (1964-1999), para promover la investigación biológica fundamental y financiar el trabajo de los Laboratorios de Investigación Glynn en Glynn House. La donación inicial para constituirla e iniciar sus actividades fue aportada por el propio científico y por su hermano mayor, Christopher John Mitchel, el capital aportado, 240.000 libras procedía originalmente de las acciones que poseían en Wimpey and Co., la empresa fundada por su tío Godfrey. Desde entonces y hasta su retiro, Peter fue director de estos laboratorios.
A lo largo de su carrera sostuvo un importante interés por la filosofía influenciado por pensadores como Heráclito. Consideraba la célula viva como una llama, una metáfora que utilizaba para entender los procesos dinámicos y estructurales de los organismos vivos. Mitchell leyó El significado del significado (The Meaning of Meaning, 1923) de C.K. Ogden y I.A. Richards, lo que influyó en su pensamiento sobre la semántica y la comunicación en la ciencia. Mantuvo amistad con el filósofo Karl Popper; respetaba profundamente sus ideas sobre la falsabilidad y el método científico, lo que se reflejaba en su propio enfoque teórico y experimental. También mostró interés en otros pensadores como Bertrand Russell y Marco Aurelio. Su madre, Kate Mitchell, tenía una inclinación filosófica racionalista que también influyó en su desarrollo intelectual.
En 1972, Mitchell sufrió una operación de oído fallida que lo dejó casi completamente sordo. Además, los últimos años de su vida los dedicó principalmente a recaudar fondos para su instituto después de que se agotaron sus propios recursos. 
Murió en abril de 1992 debido a complicaciones de una operación quirúrgica.

## Investigaciones científicas

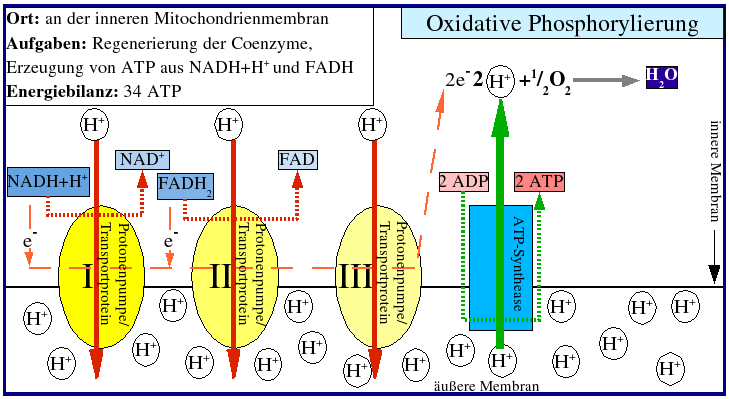
Fosforilación oxidativa

Su primera investigación, iniciada en el departamento de bioquímica de Cambridge, se centró en el desarrollo de un glucósido de BAL (British Anti-Lewisite) para tratar lesiones cutáneas resultantes del uso del agente de guerra química lewisita. Este trabajo fue clasificado como secreto de guerra, publicándose después del fin de la misma.
En 1945, Mitchell comenzó a investigar para obtener su doctorado y, tras el traslado de Danielli a Londres, se convirtió en estudiante de investigación de E.F. Gale, director del Subdepartamento de Bioquímica Microbiana, en el Departamento de Bioquímica de Cambridge.Fue durante este período cuando conoció a Jennifer Moyle, quien actuó como su investigadora asociada desde 1948.
La tesis doctoral de Mitchell La síntesis de ácidos nucleicos y la acción bactericida de la penicilina fue inicialmente rechazada en 1950, pero fue aprobada a principios del año siguiente después de volver a presentarse. En 1950 Mitchell se convirtió en demostrador en el Departamento de Bioquímica de Cambridge, donde de 1951 a 1953 diseñó y llevó a cabo experimentos sobre el intercambio y absorción de fosfato y arseniato inorgánicos a través de la barrera osmótica de Micrococcus pyogenes.Los resultados de estas investigaciones fueron publicados en varios artículos firmados con Jennifer Moyle, entre otros, el titulado Relationships between Cell Growth, Surface Properties and Nucleic Acid Production in Normal and Penicillin Treated Micrococcus pyogenes (1951).

### Teoría quimiosmótica
A partir de 1955, ya en la Universidad de Edimburgo donde Mitchell desarrolló la teoría quimiosmótica de la fosforilación oxidativa. Dejó atrás sus investigaciones anteriores sobre la penicilina, y se centró en el estudio sobre el almacenaje de la energía en los seres vivos para ser posteriormente transportada a los puntos de utilización por medio de las moléculas de adenosín trifostato (ATP). Utilizó por primera vez el término "quimiosmótico" en una conferencia leída en un simposio de la Sociedad Bioquímica en febrero de 1957. 
Ese 1961 publica en Nature, en el mes de julio, un artículo clave: Coupling of Phosphorylation to Electron and Hydrogen Transfer by a Chemi-Osmotic type of Mechanism, este artículo propone el mecanismo de la quimiosmosis para explicar la síntesis de ATP en las células. Mitchell sugirió que la energía producida durante la cadena de transporte de electrones se utiliza para crear un gradiente de protones a través de la membrana mitocondrial interna. Este gradiente genera una fuerza protón-motriz que impulsa la síntesis de ATP a través de la enzima ATP sintasa. Tras ello, Mitchell fue nombrado profesor titular y al año siguiente (1962) se convirtió en lector.
El artículo de Peter Mitchell, publicado en 1961, inicialmente no fue bien recibido por la comunidad científica. La hipótesis de la quimiosmosis que proponía era radicalmente diferente de las teorías aceptadas en ese momento, como el acoplamiento químico directo de la fosforilación oxidativa. Durante la década de 1960, muchos bioquímicos rechazaron la idea de Mitchell porque parecía demasiado especulativa y faltaban pruebas experimentales directas para respaldarla.
Tras un paréntesis debido a una enfermedad y tras fundar Glynn Research, 1965 retoma sus investigaciones, junto con Jennifer Moyle y un técnico, Roy Mitchell (que más tarde sería investigador asociado), su trabajo se centró en planear y ejecutar la investigación experimental que requería testar los distintos aspectos de su hipótesis.
En 1966, publicó un artículo relevante, que se encuentra entre los más citados de la historia de la bioquímica, titulado Chemiosmotic coupling in oxidative and photosynthetic phosphorylation. De forma más expecífica el artículo muestra de forma sistemática cuáles son los postulados fundamentales de su teoría y un conjunto de evidencias rotundas que la confirmaban:
- Gradiente de protones en cloroplastos: Se observó que la acidificación seguida de la alcalinización de los cloroplastos de espinaca en condiciones oscuras lleva a la síntesis de ATP, demostrando la acción de la ATPasa impulsada por el gradiente de protones.
- Translocación de protones en mitocondrias: Medidas directas en mitocondrias hepáticas de rata mostraron que aproximadamente 2 protones son translocados por cada ATP hidrolizado, apoyando la idea de que la ATPasa transloca protones a través de la membrana.
- Quimiostasis de ATPasa: Experimentos con la ATPasa en sistemas membranosos mitocondriales y cloroplásticos demostraron que la síntesis de ATP puede ser impulsada por un gradiente de protones, sin necesidad de intermediarios químicos específicos.
- Fosforilación ácida/básica en cloroplastos: Observaciones de Jagendorf y Uribe demostraron que los cloroplastos de espinaca pueden sintetizar ATP al cambiar el pH del medio, indicando que la fosforilación está impulsada por un gradiente de protones.
- Efectos de inhibidores específicos: La inhibición de la fosforilación ácida/básica por el EDTA, que elimina el factor de acoplamiento del cloroplasto, y la inhibición por el antisuero contra el factor de acoplamiento y el antibiótico Dio-9, apoyan la existencia y función del sistema de ATPasa propuesto.
- Observaciones de membrana mitocondrial: La translocación de protones observada a través de la membrana mitocondrial interna durante la respiración celular respalda la hipótesis de Mitchell de que los protones son bombeados a través de la membrana para generar un gradiente electroquímico.

A pesar del escepticismo inicial, la evidencia acumulada con el tiempo comenzó a respaldar la hipótesis de Mitchell. En particular, los estudios sobre la estructura y función de la ATP sintasa y el gradiente de protones en las mitocondrias y cloroplastos demostraron la validez de su propuesta.
Entre 1967 y 1969 publicó otros tres artículos relevantes, que firmó también Jennifer Moyle y que terminaron de detallar los mecanismos moleculares de la quimiostasis:
- Respiration-driven proton translocation in rat liver mitochondria (1967, Biochem J 105:1147-62)
- Proton translocation coupled to ATP hydrolysis in rat liver mitochondria. (1968, Eur J Biochem 4:530-9).
- Estimation of membrane potential and pH difference across the cristae membrane of rat liver mitochondria. (1969,Eur J Biochem 7:471-84).

Asimismo, en 1968, publicó Chemiosmotic Coupling and Energy Transduction, editado por la propia Glynn Research, un libro gris de 111 páginas que reunía los hallazgos y fundamentos teóricos de sus investigaciones, que daban por demostrada su hipótesis, ya como una teoría fundamentada.
Mediante esas investigaciones, se comprobó cómo la ruptura del enlace en uno de los grupos de ATP provoca la aparición del adenosín difosfato (ADP), que libera una energía inmediatamente disponible. Gracias a la energía suministrada por la respiración humana, el ADP consigue convertirse nuevamente en ATP, proceso denominado fosforilación oxidativa.

### Ciclo Qprotonmotriz
Más tarde, en 1975, Peter Mitchell también planteó la hipótesis de algunos de los complejos detalles de las cadenas de transporte de electrones en un artículo titulado The protonmotive Q cycle: A general formulation. Concibió el acoplamiento del bombeo de protones a la bifurcación de electrones basada en quinonas, que contribuye a la fuerza motriz de los protones y, por tanto, a la síntesis de ATP. 
Aunque inicialmente enfrentó oposición, a mediados de la década de 1980 la evidencia experimental respaldó su modelo. Durante esa década, Mitchell continuó aplicando su teoría quimiosmótica para examinar el modelo del mecanismo de la ATPasa y el funcionamiento de la citocromo oxidasa. Fue una figura destacada en el debate sobre si la citocromo oxidasa actúa como bomba de protones y organizó una conferencia en Glynn sobre este tema en marzo de 1983. En 1985, la cuestión se resolvió cuando Mitchell aceptó que la citocromo oxidasa tiene una función de bombeo de protones y propuso mecanismos para este proceso.
Actualmente, se acepta una versión modificada del esquema original de Mitchell como el mecanismo por el cual el complejo III bombea protones hacia la matriz mitocondrial.

## Premios y galardones
- Medalla y premio Novartis (CIBA), 1973.
- Fue elegido Miembro de la Royal Society (FRS) en 1974.[1]
- Premio Louis and Bert Freedman Foundation, 1974.
- Premio Warren Triennial, 1974.
- Premio Feldberg Foundation, 1976.
- Doctor honoris causa rerum naturalium de la Technische Universität de Berlín, 1976.
- Premio Lewis S. Rosenberg de la Universidad Brandeis, 1977.[10]
- Doctor honoris causa de la Ciencia, Universidad de Exeter, Reino Unido, 1977
- En 1978 fue galardonado con el Premio Nobel de Química por sus trabajos sobre el intercambio de energía biológica mediante la teoría de la química osmótica. La nota de prensa emitida por la organización del premio resaltaba que "los descubrimientos de Mitchell son interesantes y potencialmente valiosos, no sólo para la comprensión de los sistemas biológicos de transferencia de energía sino también en relación con la tecnología de conversión de energía".
- Doctor honoris causa en Ciencias de la Universidad de Chicago, 1978.
- Medalla Sir Hans Krebs de la Federación Europea de Sociedades Bioquímicas, 1978.
- En 1981 fue condecorado con la medalla Copley. Esta medalla es la de más alto rango entre las que concede la Royal Society.
- Medalla y conferencia crooniana, 1987.